# Овручский повет

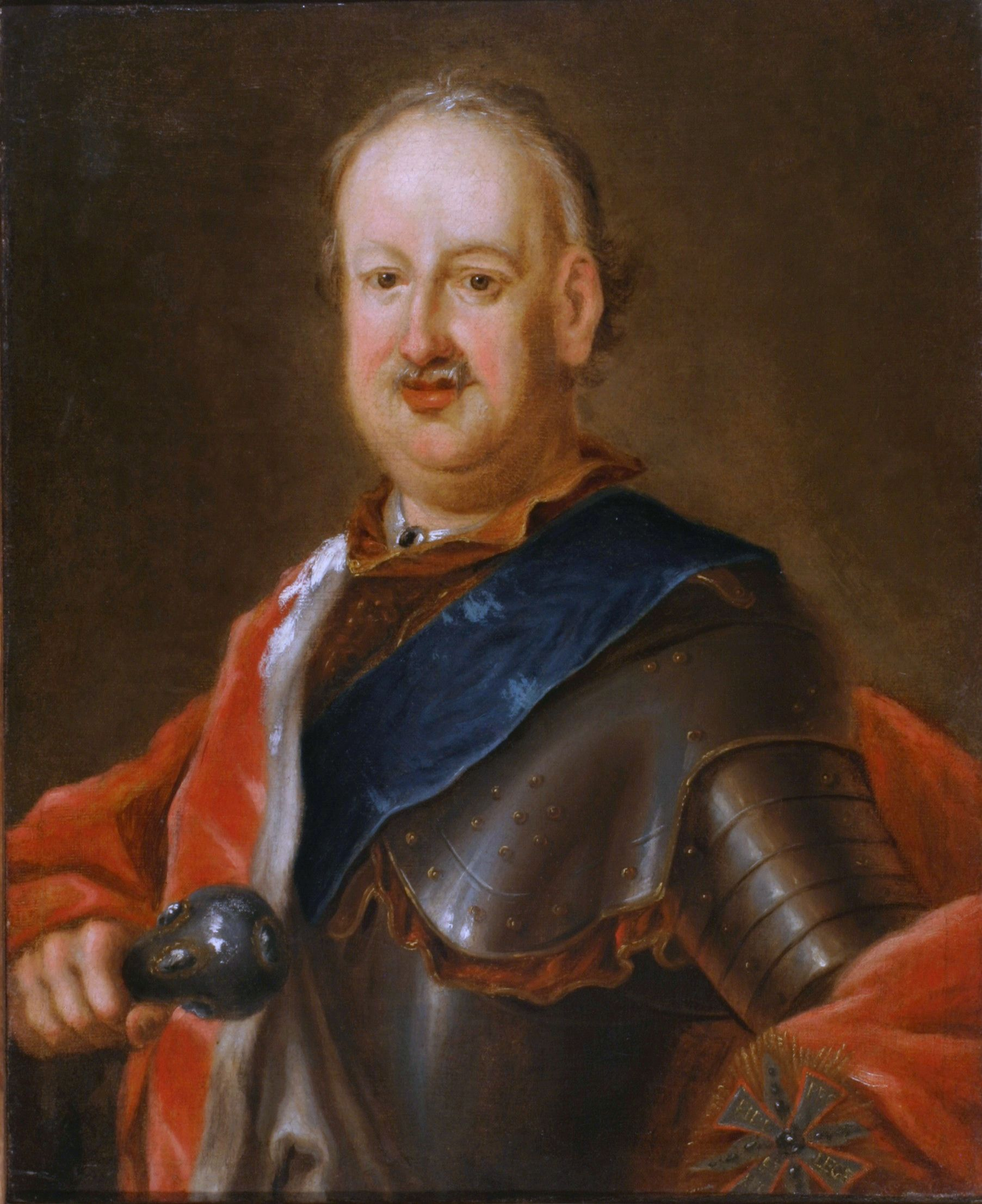
Михаил Казимир Радзивилл «Рыбонька», Овручский староста

Овручский повет (пол. powiat owrucki) — повет Киевского воеводства.
С 1471 и по 1569 год (Люблинская уния), земли Овручского повета находились в составе Киевского воеводства Великого княжества Литовского. В 1569 году Киевское воеводство было передано в Корону Польскую, и было разделено на три повета: Киевский, Житомирский и Овручский. С 1569 и по 1793 год в составе Короны Польской. Повет был первичной административной, судовой (для судов первой инстинции), военной, фискальной и политической единицей. Сеймики, на которых выбирали послов на Сейм происходили в Овруче начиная с 1659 года.
Повет находился на Полесье, в бассейне реки Уж.

## Главные города
Овруч, Коростень, Ксаверов, Базар, Чернобыль, Олевск, Хабное.